# Restverkehr

Verkehrsbilanz in der Nachrichtentheorie

Restverkehr bezeichnet in der Verkehrstheorie den Teil des Angebotes {\displaystyle A}, der die Leistung {\displaystyle y} übersteigt und abgewiesen wird. Der Restverkehr {\displaystyle R} wird für Verlustsysteme definiert.
Es gilt
{\displaystyle \mathbf {R=A-y} } (in Erlang)
mit {\displaystyle A=C_{a}\cdot t_{m}} und {\displaystyle y=C_{y}\cdot t_{m}} eingesetzt ergibt sich
{\displaystyle \mathbf {R=(C_{a}-C_{y})\cdot t_{m}} }
{\displaystyle C_{a}} = Anzahl der Belegungswünsche zu einem bestimmten Zeitpunkt
{\displaystyle C_{y}} = Anzahl der tatsächlichen Belegungen zu einem bestimmten Zeitpunkt
{\displaystyle t_{m}} = mittlere Belegungsdauer